# FN CAL
FN CAL (Carabine Automatique Legere, з фр. — «легкий автоматичний карабін») — бельгійський автомат. Призначався для участі у конкурсі на переозброєння Армії США на заміну гвинтівці M16A1, а також для союзників НАТО[2]. Є модифікацією гвинтівки FN FAL під малоімпульсний патрон 5,56 × 45 мм (частина вузлів та деталей двох зазначених зразків зброї є взаємозамінними)[3]. Виробництво автомата було припинено через високу собівартість та низьку надійність, на заміну даної моделі прийшов автомат FN FNC.

## Історія
Автоматичний карабін FN CAL створений під новий набій калібру 5,56 мм и призначений для озброєння армійських підрозділів. Карабін мав магазин ємністю 20 патронів, а його конструкція в цілому була зроблена досить майстерно і охайно.
В'єтнамська війна, як і інші попередні війни, призвела до появи цілої серії нових автоматичних гвинтівок, що стріляли набоями 5,56-мм калібру. Компанія «FN» випустила автоматичний карабін ФН КАЛ (FN CAL) — свій варіант автоматичної гвинтівки, що стріляє патронами 5,56-мм калібру.
Конструкція карабіну ФН КАЛ (FN CAL) багато в чому нагадує пристрій автоматичної гвинтівки FN FAL, за винятком механізму обертового затвора. Перші моделі карабіна ФН КАЛ (FN CAL) мали перемикач видів вогню, що мав 3 положення. Ця функція досягалася шляхом спеціального пристрою ударно-спускового механізму (УСМ), який дозволяв при одноразовому натисканні на спусковий гачок здійснювати стрільбу з відсічкою по 3 набої. ФН КАЛ (FN CAL) також міг стріляти одиночними пострілами і чергами.
Дуло карабіна ФН КАЛ (FN CAL) кріпилось до дульної коробки за допомогою одного широкого болта, дозволяючи тим самим легко зняти дуло при необхідності. Карабін ФН КАЛ (FN CAL) використовував магазин ємністю 20 набоїв. Також, міг використовуватися магазин ємністю 25 і 30 набоїв. В цілому, конструкція карабіна ФН КАЛ (FN CAL) була зроблена досить майстерно і охайно. Для роботи системи відведення порохових газів з каналу ствола, в газовій камері застосовується штовхач клапана, що приводить у рух затвор. Затвор замикається з патронником за допомогою двох важелів.
Під час польових випробувань на початку 1970-х років виявилися дефекти, що стосуються процесу розбирання зброї і його експлуатації. До того ж, виробництво автоматичного карабіну ФН КАЛ (FN CAL) було досить дорогим. Тому, він був знятий з виробництва в 1975 році.
Збройові конструктори зайнялися розробкою нової моделі автоматичної гвинтівки FNC.

## Країни-оператори
- Габон[2]
- Ліван[2]